# Серов, Юрий Фёдорович
Юрий Фёдорович Серов (9 декабря 1927 — 2 августа 2001) — передовик советского сельского хозяйства, общественный и хозяйственный деятель Советского Союза и Российской Федерации, руководитель сельскохозяйственного предприятия ТОО «Сокол» (1961-2001 гг.), почётный гражданин Костромской области (2001), заслуженный работник сельского хозяйства Российской Федерации.

## Биография
Родился 9 декабря 1927 года в деревне Вочурово Мантуровского района Костромской области. 
Воспитывался в крестьянской русской семье. В годы Великой Отечественной войны, в возрасте 17 лет начал свою трудовую деятельность простым рабочим в сельскохозяйственном предприятии. 
В 1961 году возглавил сельскохозяйственное товарищество «Сокол», в котором проработал всю свою оставшуюся жизнь. За многие годы труда это предприятие стало крупным производителем сельскохозяйственной продукции и считалось одним из лучших в Мантуровском районе Костромской области. Специалисты ТОО «Сокол» уделяли огромное внимание повышению культуры земледелия: хозяйство ежегодно работало над производством качественных семян I-II класса посевного стандарта, которые и были задействованы в собственном посевном фонде, проводило работу по накоплению и хранению органических удобрений. Велась огромная работа по развитию животноводства: на фоне общего резкого сокращения поголовья скота в 1990-е годы здесь постоянно увеличивалось производство молочной и мясной продукции. В 1999-2000 годах ТОО «Сокол» было единственным хозяйством района, где производство молока приносило прибыль. Под руководством Серова предприятие упорно работало над вопросами укрепления кормовой базы, Здесь всегда было в достатке количество заготавливаемого сена, сенажа и фуража. 
Особое внимание Юрий Фёдорович всегда уделял работе с кадрами: на его примере и благодаря его опыту и знаниям вырос не один десяток высококлассных специалистов сельскохозяйственного производства. Был требовательным, ответственным и справедливым руководителем. В 1993 году ему было присвоено почётное звание заслуженный работник сельского хозяйства Российской Федерации. 
Неоднократно награждался государственными наградами, почётными грамотами и благодарностями. 
28 июня 2001 года был удостоен высокого звания «Почётный гражданин Костромской области» с формулировкой за бессменный добросовестный труд на благо развития сельскохозяйственного производства области.
Проживал в Мантуровском районе Костромской области. Умер 2 августа 2001 года.

## Награды
За трудовые успехи удостоен:
- Орден Ленина
- Орден Отечественной войны II степени
- Орден Трудового Красного Знамени
- Заслуженный работник сельского хозяйства Российской Федерации
- другие медали.

- Почётный гражданин Костромской области (28.06.2001).